# Alabi
Alabi je stará jednotka délky používaná v Etiopii. Její hodnota činí přibližně 0,8 m.